# گروسبارتلوف
گروسبارتلوف (به آلمانی: Großbartloff) یک شهر در آلمان است که در آیشسفلد واقع شده‌است. گروسبارتلوف ۱٬۰۱۰ نفر جمعیت دارد.